# Ruwe fluitkikker
De ruwe fluitkikker (Lepidobatrachus asper) is een kikker uit de familie Ceratophryidae.
De wetenschappelijke naam van de soort werd beschreven door Budgett in 1899. Hoewel de soort nog steeds 'ruwe fluitkikker' heet, behoort het dier niet meer tot de fluitkikkers (Leptodactylidae) maar tot de familie Ceratophryidae.

## Leefgebied
De ruwe fluitkikker komt voor in delen van Zuid-Amerika en leeft in de landen Argentinië, Paraguay en Brazilië. Het natuurlijke habitat bestaat voornamelijk uit de pampa maar de kikker komt ook voor in (sub)tropisch rietland, sloten, vijvers en weilanden. De oppervlakte van het totale verspreidingsgebied bedraagt ongeveer 20.000 vierkante kilometer. In Paraguay komt de ruwe fluitkikker voor tot een hoogte van 200 meter boven zeeniveau.
Wegens het verlies van de habitat door menselijke invloeden maar ook door bosbranden en overbegrazing door vee gaat de soort in verspreidingsgebied achteruit en staat de ruwe fluitkikker als 'gevoelig' op de Rode Lijst van de IUCN.